# Sergio Chiamparino
Sergio Chiamparino, né le 1er septembre 1948 à Moncalieri, est un homme politique italien, membre du Parti démocrate. Il est président de la région du Piémont de 2014 à 2019.

## Biographie
Longtemps membre du Parti communiste italien, puis du Parti démocrate de la gauche de 1991 à 1998, il rejoint les Démocrates de gauche en 1998, avant d'adhérer au Parti démocrate lors de sa fondation en 2007. Il est également secrétaire régional de la Confédération générale italienne du travail de 1989 à 1991. 
Du 9 mai 1996 au 29 mai 2001, il est député à la Chambre. Il est maire de Turin de 2001 à 2011.
Lors du premier tour de l'élection présidentielle italienne de 2013, 41 voix sur 1 002 se portent sur son nom, ce qui le classe troisième. Lors du deuxième tour, il en obtient 90 et se place alors deuxième derrière Stefano Rodotà.
Candidat du centre-gauche et de la gauche pour les élections régionales du Piémont du 25 mai 2014, il remporte celles-ci avec plus de 47 % des voix et devient président de la région le 9 juin suivant. Il est battu en 2019 par Alberto Cirio.